# Englands damlandslag i rugby union

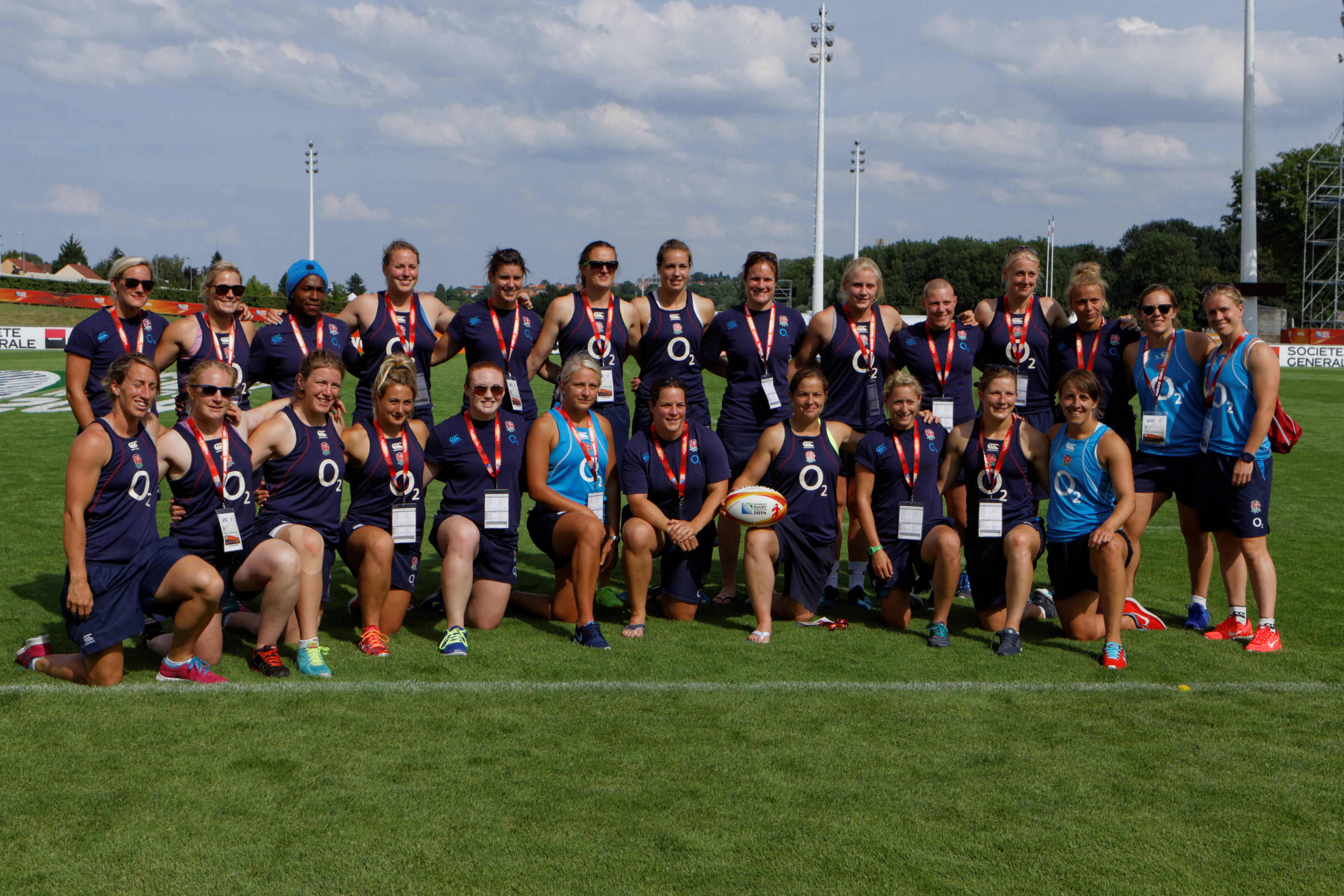
Englands lag vid världsmästerskapet i rugby för damer 2014.

Englands damlandslag i rugby union representerar England i rugby union på damsidan. Laget har varit med i alla åtta världsmästerskap som har spelats hittills, och blev världsmästare 1994 och 2014.